# Sclerophrys asmarae
Sclerophrys asmarae – gatunek płaza bezogonowego z rodziny ropuchowatych (Bufonidae). Zamieszkuje Afrykę Wschodnią.

## Taksonomia
Gatunek ten odkryli w 1970 roku Mills i Jocelyn Tandy. Został opisany naukowo w 1982 roku pod nazwą Bufo asmarae. Holotyp to dorosły samiec odłowiony we wrześniu 1970 roku w Asmarze (Erytrea) na wysokości 2340 m n.p.m.

## Występowanie
Kręgowiec ten zamieszkuje Afrykę Wschodnią. Żyje w Etiopii po obu stronach Wielkich Rowów Afrykańskich oraz w Erytrei na terenach położonych niedaleko Etiopii.
Wiadomo, że zamieszkuje wysokości od 1875 and 3000 m nad poziomem morza. Informacje, jakoby w południowo-wschodniej Etiopii miał radzić sobie na wysokościach bezwzględnych 600 m, a w Erytrei nawet 200 m, nie zostały potwierdzone.
Zwierzę zasiedla górskie tereny trawiaste. Być może radzi sobie też na niżej położonych palonych słońcem suchych sawannach, nie ma na to jednak dowodów.

## Rozmnażanie
Przebiega ono w środowisku wodnym. Wykorzystywane są zbiorniki stałe, a prawdopodobnie także okresowe.

## Status
Lokalnie gatunek jest pospolity.
Jednakże rozwój rolnictwa i osiedlanie się człowieka stwarzają zagrożenia dla tych zwierząt, tym bardziej że nie ma ono w swoim zasięgu występowania terenów chronionych.